# کتهائی
کتهائی (به انگلیسی: Kathai) یک روستا در پاکستان است که در ناحیه مانسهره واقع شده‌است.